# VK CSKA Sofia
Volejbalový klub CSKA Sofia (bulharsky: Волейболен клуб ЦСКА) je mužský i ženský volejbalový klub z bulharského hlavního města Sofie, člen sportovní jednoty CSKA. Vznikl roku 1948. Mužský oddíl v roce 1969 vyhrál nejprestižnější klubovou soutěž Evropy, Pohár mistrů (dnes Liga mistrů CEV). V roce 1976 navíc zvítězil v druhé nejdůležitější evropské soutěži, Pohár vítězů pohárů (dnes CEV Cup). Ženský oddíl triumfoval ve vrcholné pohárové soutěži, dnes zvané Liga mistryň CEV, dvakrát, v letech 1979 a 1984. V druhém nejdůležitějším poháru, CEV Cupu, si pak připsal celkové vítězství jednou, roku 1982. Muži i ženy jsou také mnohonásobnými mistry Bulharska. Muže zdobí 29 titulů (1948, 1949, 1957, 1958, 1962, 1968, 1969, 1970, 1971, 1972, 1973, 1976, 1977, 1978, 1981, 1982, 1983, 1984, 1986, 1987, 1988, 1989, 1990, 1993, 1994, 1995, 2008, 2010, 2011), ženy 22 (1978, 1979, 1982, 1983, 1985, 1986, 1987, 1988, 1989, 1991, 1992, 1993, 1995, 2000, 2004, 2005, 2007, 2008, 2010, 2011, 2012, 2013). Své domácí zápasy hrají oba oddíly v Hale Vasila Simova s kapacitou 1000 diváků. Dres je červený. V době svého založení byl klub spojen s armádou, to ale od roku 1992 již neplatí.

## Hráči
- Dimitar Zlatanov

## Hráčky
- Verka Borisova (období 1969–1983)